# Дукејн (Пенсилванија)
Дукејн (енгл. Duquesne) град је у америчкој савезној држави Пенсилванија. По попису становништва из 2010. у њему је живело 5.565 становника.

## Демографија
Према попису становништва из 2010. у граду је живело 5.565 становника, што је 1.767 (24,1%) становника мање него 2000. године.
| Група             | 2000.         | 2010.         |
| Белци             | 3.571 (48,7%) | 2.157 (38,8%) |
| Афроамериканци    | 3.501 (47,7%) | 3.077 (55,3%) |
| Азијати           | 10 (0,1%)     | 20 (0,4%)     |
| Хиспаноамериканци | 53 (0,7%)     | 126 (2,3%)    |
| Укупно            | 7.332         | 5.565         |